# Argirop espinós
L'argirop espinós (Argyrops spinifer) és un peix teleosti de la família dels espàrids i de l'ordre dels perciformes.

## Morfologia
Pot arribar als 70 cm de llargària total.

## Distribució geogràfica
Es troba des de les costes del Mar Roig i de l'Àfrica oriental fins a Indonèsia, Malàisia i el nord d'Austràlia.